# Cal Barnola
Cal Barnola és un edifici de Guissona (Segarra) inclòs a l'Inventari del Patrimoni Arquitectònic de Catalunya.

## Descripció
Edifici modernista de tres plantes, realitzat amb grans carreus de pedra.
A la planta baixa trobem dues portes rectangulars amb unes grans motllures de pedra i una finestra rectangular que segueix el mateix esquema que les portes. La porta central és més gran i funciona com a porta d'accés a un comerç, mentre que l'altra s'utilitza per accedir a la zona d'habitatge de l'edifici i presenta una inscripció a la llinda amb la data de "1912". El parament d'aquest primer cos de façana presenta uns grans carreus de pedra amb unes incisions en forma de creu.
El segon pis està format per un balcó corregut que ocupa la totalitat de la façana, al qual s'accedeix per mitjà de tres portes balconeres decorades amb una gran motllura de pedra, resolta amb una mena frontó ondulat.
El tercer pis és igual que l'anterior amb l'excepció que hi ha un balcó per cada porta de balconada. El parament del segon i el tercer pis està dividits per una línia d'imposta de pedra llisa, però segueix una mateixa tècnica de carreus regulars que formen un encoixinat.
L'edifici està coronat per un terrat amb balustre d'obra, sustentat per una galeria d'arcuacions purament decorativa.